# Troféu Calunga de melhor atriz coadjuvante em longa-metragem

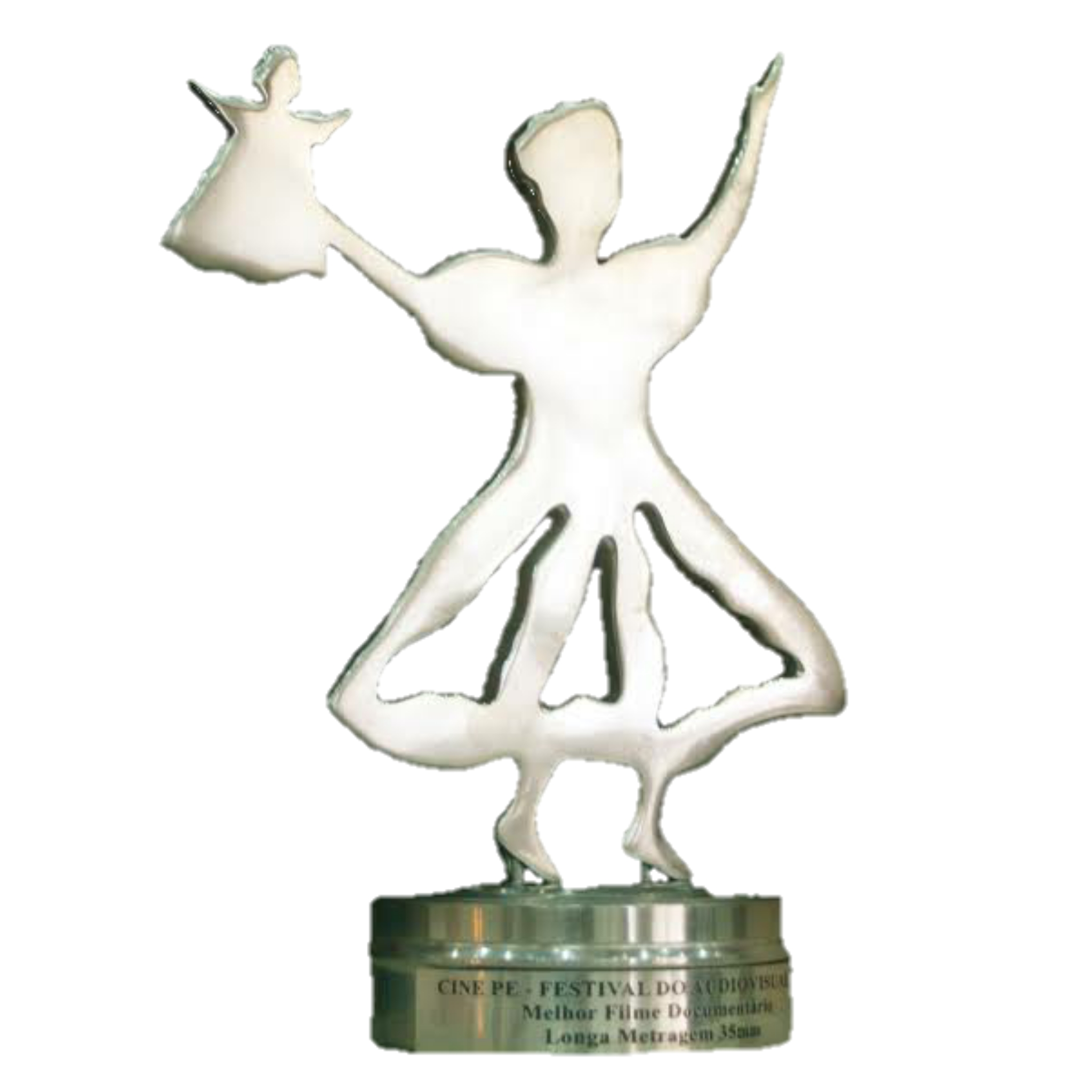
Troféu Calunga

O Troféu Calunga de melhor atriz coadjuvante em longa-metragem é um prêmio laureado a melhor atriz em um papel secundário em um longa-metragem brasileiro concebido pelo Cine PE, festival audiovisual do cinema brasileiro.

## Lista de Vencedoras
- A lista a seguir conta com os nomes divulgados no site oficial do Cine PE - Festival do Audiovisual[3]:

### Década de 2000
| Ano  | Vencedora                                                                        |
| ---- | -------------------------------------------------------------------------------- |
| 2001 | Cássia Kiss Bicho de Sete Cabeças / Rio de Janeiro                               |
| 2002 | Mariana Ximenes O Invasor / São Paulo                                            |
| 2003 | Luci Pereira Narradores de Javé / Rio de Janeiro                                 |
| 2004 | Regina Dourado Espelho d'Água - Uma Viagem no Rio São Francisco / Rio de Janeiro |
| 2005 | Maria Mariana Momenrat No Meio da Rua / Rio de Janeiro                           |
| 2006 | —                                                                                |
| 2007 | Rita Lee Wood & Stock: Sexo, Orégano e Rock'n'Roll / Rio Grande do Sul           |
| 2008 | Cleyde Yáconis Bodas de Papel / São Paulo                                        |
| 2009 | Isabela Meirelles Praça Saens Peña / Rio de Janeiro                              |

### Década de 2010
| Ano  | Vencedora                                                                           |
| ---- | ----------------------------------------------------------------------------------- |
| 2010 | Mariana Nunes O Homem Mau Dorme Bem / DF                                            |
| 2011 | Ana Miranda Vamso Fazer um Brinde / Rio de Janeiro                                  |
| 2012 | Divina Brandão Paraísos Artificiais / Rio de Janeiro                                |
| 2013 | Nathalia Timberg Vendo ou Alugo / Rio de Janeiro                                    |
| 2014 | Roxana Campos Romance Policial / Rio de Janeiro Pia Engleberth Anni Felice / Itália |
| 2015 | Laila Pas Permanência / Pernambuco                                                  |
| 2016 | Paula Burlamaqui Por Trás do Céu / São Paulo                                        |
| 2017 | Aline Fanju O Crime da Gávea / Rio de Janeiro                                       |
| 2018 | Carla Ribas Dias Vazios / Goiás                                                     |
| 2019 | Débora Duarte Um e Oitenta e Seis Avos / São Paulo                                  |

### Década de 2020
| Ano  | Vencedora                                   |
| ---- | ------------------------------------------- |
| 2020 | Débora Duboc O Buscador / Rio de Janeiro    |
| 2021 | Zezita de Matos Deserto Particular / Paraná |